# Матуся у відриві

## Про фільм
Матуся у відриві (Alles is zoals het zou moeten zijn) — нідерландський комедійно-драматичний фільм 2020 року режисера Рууда Шуурмана.

## Стислий зміст
Головна героїня фільму Іріс, одразу після народження першої дитини дізнається, що її коханий чоловік уже давно зраджує та збирається із своєю пасією втекти — аж до Африки. Після першого шоку «новоспечена» мама-одиначка активно включається у вир життя. Вона не впадає у відчай, а всіма можливими шляхами йде до своєї мети — бути щасливою.

## Знімались
- Барбара Слоесен — Іріс
- Ян Коойман
- Санне Лангелаар
- Юлія Аккерманс
- Том Ван Ландуйт